# Portales
Portales è un comune (city) degli Stati Uniti d'America e capoluogo della contea di Roosevelt nello Stato del Nuovo Messico. La popolazione era di 12 280 abitanti al censimento del 2010. Portales si trova nei pressi della città più grande di Clovis e della Cannon Air Force Base, un importante contributo all'economia della regione.
L'università del Nuovo Messico orientale venne aperta a Portales nel 1934 ed è la terza università più grande dello stato. Portales è uno dei più grandi produttori di arachidi di Valencia negli Stati Uniti ed è il principale produttore nazionale di burro di arachidi certificato organico. Portales ospita oltre 40 latterie e un importante impianto di produzione del latte negli Stati Uniti, che producono ed esportano ogni anno centinaia di milioni di dollari di prodotti lattiero-caseari locali. Portales è la principale città dell'area statistica micropolitana di Portales, che fa parte della più grande area statistica combinata di Clovis-Portales, incluso Clovis, 19 miglia (31 km) di distanza, e dalla Cannon Air Force Base, 13 miglia (21 km) di distanza.

## Geografia fisica
Portales è situata a 34°10′57″N 103°20′19″W (34.182184, -103.338737).
Secondo lo United States Census Bureau, la città ha una superficie totale di 18,3 km², dei quali 18,29 km² di territorio e 0 km² di acque interne (0,01% del totale).

## Storia
I Clovis abitarono l'area di Blackwater Draw a nord di Portales fino a 11 000 anni fa.
I gruppi semi-nomadi non-Pueblo Southern Athabaskan (Apache, Navajo) occupavano gran parte dell'area già nel XIII secolo. All'inizio del XVIII secolo, i Comanche sostituirono gli Apache che avevano precedentemente vissuto in questa regione. I Comanche governarono l'area fino alla fine del XIX secolo.
L'area circostante del Nuovo Messico orientale è parte di quello che era noto nel periodo coloniale durante la regola spagnola come il "Llano Estacado", un altipiano arido e senza alberi delimitato a nord e ad ovest dalla scarpata di Caprock che si estende a sud dal fiume Canadian ed est lungo il fiume Pecos. Il soldato e l'esploratore spagnolo Francisco Vázquez de Coronado, il primo europeo che attraversò l'area nel 1541, chiamò la regione così dopo aver visto queste scogliere. Dal nord si assomigliano ad una steppa ("estacada") che circonda l'alto tavolo-terra, quindi il nome, che significa "appollaiata pianura" o "palizzata di pianura". 

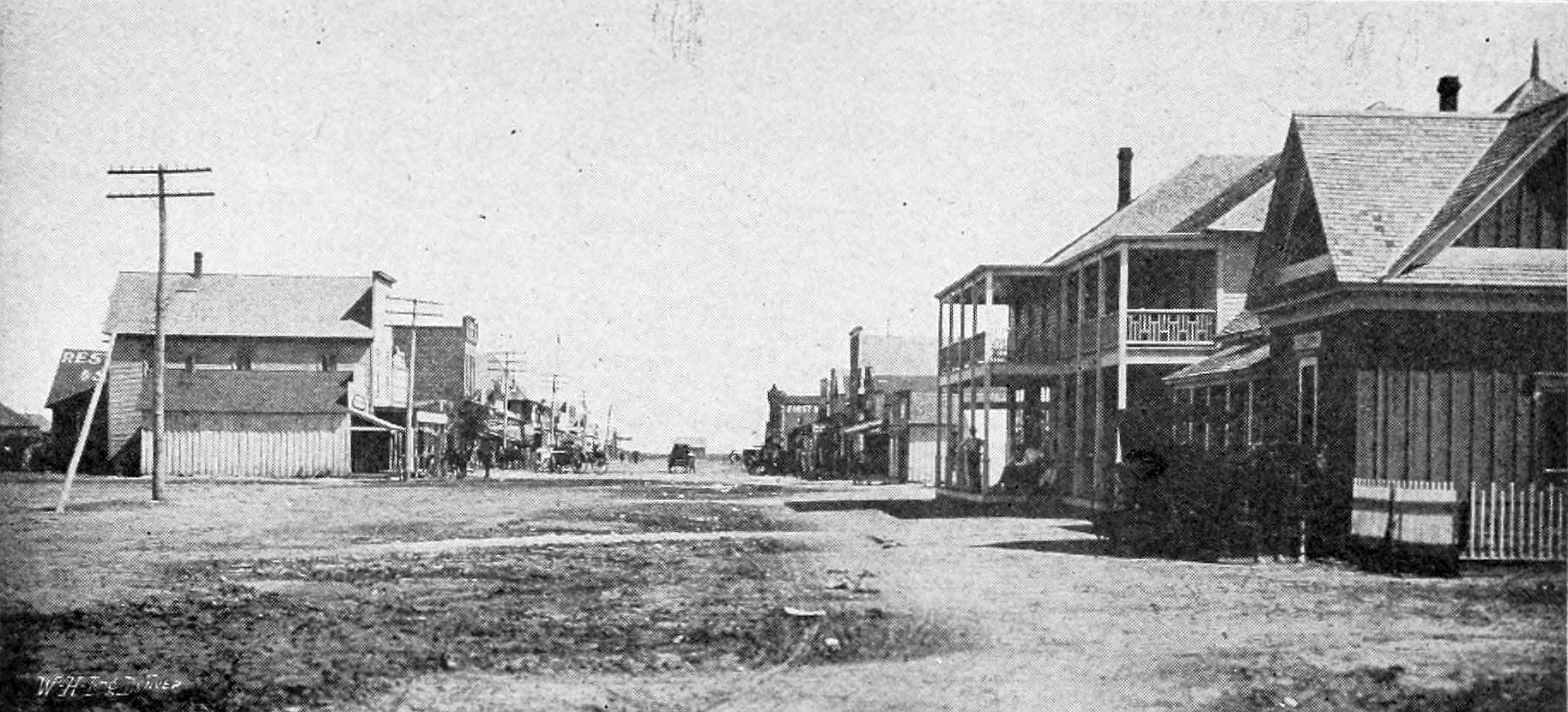
Portales, 1904

L'insediamento territoriale statunitense di Portales avvenne alla fine del XIX secolo, poiché i pastori del bestiame scoprirono una fonte d'acqua proveniente da una sporgenza rocciosa che assomiglia ad un portico spagnolo. Il pozzo d'irrigazione locale prese il nome di "Portales" e pochi coloni cominciarono a lavorare nelle vicinanze. La città di Portales fu formalmente fondata nel 1909 con l'arrivo della ferrovia verso le Alte Pianure del sud-ovest. Il primo sindaco di Portales era Washington Lindsey, che più tardi divenne governatore del Nuovo Messico. 
La città si sviluppò in modo ordinato attraverso i primi anni del XX secolo.
In particolare, dato il suo accesso all'acquifero Ogallala, le tecniche di irrigazione superiori sostennero una crescita costante nell'agricoltura.
L'università del Nuovo Messico orientale fu fondata nel 1934 come teacher's college. Originariamente un junior college, divenne un'istituzione di quattro anni nella metà del XX secolo. La grande depressione portò diversi importanti progetti di costruzione della Works Progress Administration (WPA), tra cui l'edificio amministrativo dell'università del Nuovo Messico orientale, l'ufficio postale nel centro di Portales e il tribunale della contea di Roosevelt. Tutti e tre gli edifici sono elencati nel National Register of Historic Places.

## Società

### Evoluzione demografica
Secondo il censimento del 2010, la popolazione era di 12 280 abitanti.

### Etnie e minoranze straniere
Secondo il censimento del 2010, la composizione etnica della città era formata dal 74,68% di bianchi, il 2,55% di afroamericani, l'1,56% di nativi americani, l'1,24% di asiatici, lo 0,04% di oceanici, il 16,15% di altre razze, e il 3,79% di due o più etnie. Ispanici o latinos di qualunque razza erano il 42,98% della popolazione.